# NGC 4911
NGC 4911 is een balkspiraalstelsel in het sterrenbeeld Hoofdhaar. Het hemelobject ligt 356 miljoen lichtjaar van de Aarde verwijderd en werd op 11 april 1785 ontdekt door de Duits-Britse astronoom William Herschel. In de buurt van het sterrenstelsel bevindt zich NGC 4911A.

## Synoniemen
- UGC 8128
- MCG 5-31-93
- ZWG 160.260
- DRCG 27-82
- IRAS 12584+2803
- PGC 44840